# Monika Neugebauer-Wölk
Monika Neugebauer-Wölk (* 13. November 1946 in Berlin) ist eine deutsche Historikerin und emeritierte Professorin für die Geschichte der Frühen Neuzeit an der Martin-Luther-Universität Halle-Wittenberg.

## Leben
Monika Wölk studierte von 1966 bis 1971 Geschichte und Germanistik an der Freien Universität Berlin und war anschließend wissenschaftliche Assistentin an der Historischen Kommission zu Berlin, wo sie 1988/1989 die Geschäftsführung innehatte. 1978 wurde sie an der FU Berlin mit einer Arbeit über die Entwicklung der politischen Bildung in der preußischen Volksschule des 19. Jahrhunderts promoviert und 1989 habilitierte sie sich ebenfalls dort. Von 1989 bis 1992 übernahm sie eine Lehrstuhlvertretung im Fach Geschichte der Frühen Neuzeit an der Carl von Ossietzky Universität Oldenburg. 1993 erhielt sie dort eine Professur für Geschichte des 16. bis 18. Jahrhunderts, anschließend im selben Arbeitsbereich an der Martin-Luther-Universität Halle-Wittenberg. Seit 1994 ist sie Mitglied des Direktoriums des Interdisziplinären Zentrums für die Erforschung der Europäischen Aufklärung in Halle und war zeitweilig dessen geschäftsführende Direktorin.
Ihr Forschungsschwerpunkt ist die Sozietätsforschung, insbesondere die Geschichte der esoterischen Bewegungen in der Frühen Neuzeit, wo sie Arbeiten von Holger Zaunstöck und Renko D. Geffarth betreute. Außerdem wirkte sie als Herausgeberin mehrerer Sammelwerke im Themengebiet Aufklärung und Esoterik und der Korrespondenz des Illuminatenordens.

## Schriften (Auswahl)
- Der preußische Volksschulabsolvent als Reichstagswähler 1871–1912. Ein Beitrag zur Historischen Wahlforschung in Deutschland (= Einzelveröffentlichungen der Historischen Kommission zu Berlin, 28). Berlin 1980 (Zugleich: Dissertation, FU Berlin, 1978, unter dem Titel Die Entwicklung der politischen Bildung in der preußischen Volksschule des 19. Jahrhunderts.)
- Wählergenerationen in Preußen zwischen Kaiserreich und Republik. Versuch zu einem Kontinuitätsproblem des protestantischen Preußen in seinen Kernprovinzen (= Einzelveröffentlichungen der Historischen Kommission zu Berlin, 55). Berlin 1987.
- Revolution und Constitution – Die Brüder Cotta. Eine biographische Studie zum Zeitalter der Französischen Revolution und des Vormärz (= Einzelveröffentlichungen der Historischen Kommission zu Berlin, 69). Berlin 1989.
- Reichsjustiz und Aufklärung. Das Reichskammergericht im Netzwerk der Illuminaten (= Schriftenreihe der Gesellschaft für Reichskammergerichtsforschung, Heft 14). Wetzlar 1993.
- Esoterische Bünde und Bürgerliche Gesellschaft. Entwicklungslinien zur modernen Welt im Geheimbundwesen des 18. Jahrhunderts (= Kleine Schriften zur Aufklärung, hrsg. von der Lessing-Akademie Wolfenbüttel, 8). Göttingen 1995.
- mit Markus Meumann und Holger Zaunstöck: 25 Jahre Deutsche Gesellschaft für die Erforschung des 18. Jahrhunderts. Zur Geschichte einer Wissenschaftlichen Vereinigung (1975–2000). Wolfenbüttel 2000.
- Kosmologische Religiosität am Ursprung der Neuzeit 1400–1450. Paderborn 2019.

als Herausgeberin:
- mit Otto Büsch und Wolfgang Wölk: Wählerbewegung in der deutschen Geschichte. Analysen und Berichte zu den Reichstagswahlen 1871–1933. Berlin 1978.
- mit Otto Büsch: Preußen und die revolutionäre Herausforderung seit 1789 (= Veröffentlichungen der Historischen Kommission zu Berlin, 78). Berlin & New York 1991.
- mit Richard Saage: Die Politisierung des Utopischen im 18. Jahrhundert. Von der Frühaufklärung zum Zeitalter der Revolution (= Hallesche Beiträge zur Europäischen Aufklärung, 4). Tübingen 1996.
- Aufklärung und Esoterik (= Studien zum achtzehnten Jahrhundert, 24). Hamburg 1999.
- Arkanwelten im politischen Kontext (= Aufklärung. Interdisziplinäres Jahrbuch zur Erforschung des 18. Jahrhunderts und seiner Wirkungsgeschichte, 15). Hamburg 2003.
- mit Reinhard Markner und Hermann Schüttler: Die Korrespondenz des Illuminatenordens. Bd. 1: 1776–1781. Tübingen 2005.
- Aufklärung und Esoterik. Rezeption – Integration – Konfrontation. Tübingen 2008.